# Memphis International Raceway
Memphis International Raceway (anteriormente conocido como Memphis Motorsports Park) es un parque de carreras de autos ubicado al otro lado del río Loosahatchie en Memphis, Tennessee y a unos diez kilómetros al sur de Millington, Tennessee. Las instalaciones abrieron sus puertas en 1987 con una pista de drag y un autódromo de 1,8 millas (2,9 km). Incluye una tri-ovalo 3/4 de milla construido en 1998, que fue sede de la NASCAR Xfinity Series y la NASCAR Truck Series, así como una carrera de la ASA Late Model Series. Los eventos en la pista de drag 4400 pies (1340 m) tuvieron como anfitriones a la Hot Rod Association (IHRA) World Finals and Nitro Jam, Professional Drag Racers Association (PDRA), HOT ROD Power Tour, Super Chevy Show, Fun Ford Series y Mega Mopar Action Series.

## Historia

### 1986-2013
Memphis International Raceway, también conocido como MIR, fue fundada en 1986 por Ed Gatlin, quien junto a un grupo de inversores, compró un campo de 400 acres de tierra en el noreste del condado de Shelby, Tennessee, y construyó una pista de drag con un autódromo en una zona adyacente, un camino de tierra y pista de go-kart.
Toda la instalación fue comprada por el Premio de la Grand Prix Association of Long Beach en 1996, y en 1997, se añadió un tri-óvalo pavimentado de 3/4 de milla en el sitio de la pista de tierra, mientras que una nueva pista de tierra fue construida en el sitio de la antigua pista de go-kart. El nombre de la instalación también se cambió por el de Memphis Motorsports Park y el tri-óvalo fue abierto el 5 de junio de 1998.
Al mes siguiente, Memphis Motorsports Park fue adquirido por Dover Motorsports, Inc. en relación con la compra de la Grand Prix Association of Long Beach. Memphis Motorsports Park cerró 30 de octubre de 2009, debido a la falta de financiación. Su empresa matriz, Dover Motorsports, Inc. anunció que estaba dejando de todas las operaciones en Memphis Motorsports Park y que no estaría promoviendo eventos en Memphis en 2010. Memphis International Raceway estaba bajo un acuerdo de venta de la Gulf Coast Entertainment pero Gulf Coast fue incapaz de asegurar el financiamiento. La carrera de la NASCAR Truck Series fue movida a Nashville Superspeedway y la de la NASCAR Xfinity Series fue movida a Gateway International Raceway, y más tarde abandonó después de un año. Dover Motorsports, Inc. vendió el complejo el 14 de diciembre de 2010 al Palm Beach International Raceway (en una subasta) por $ 1,9 millones.
El 31 de enero de 2011, se anunció que el acuerdo traspaso entre Palm Beach International y Dover Motorsports finalizó, y la pista volvió a abrir en abril de 2011. La pista también cambió su nombre por el de Memphis International Raceway, y un nuevo logotipo fue creado para reflejar el cambio que adoptó, pareciéndose el logo al de su pista hermana en Palm Beach. La pista está sancionada con IHRA, que ha celebrado la IHRA Nitro Jam finale en Memphis desde 2011.

### 2013-presente

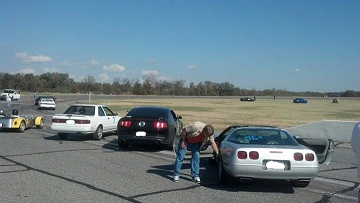
Imagen de la NASA Autocross en November de 2012 en Memphis International Raceway.

En 2013, MIR consiguió alojar más eventos para el complejo, incluyendo la segunda edición del Ford Fun Weekend en Memphis (fue alojado en MIR en 2012 también), y la Mega Mopar Action Series. Este fue el primer año en que los tres principales fabricantes nacionales (Chevrolet, Ford y Dodge) celebraron un evento en Memphis en el mismo año en virtud de los nuevos propietarios. La pista también fue el centro de atención de la Región Sur Medio de la NASA (National Auto Sport Association), que utiliza el autódromo para eventos como el High Performance Driving Events (HPDEs), Time Trial, Wheel to Wheel Racing, y la NASA-X autocross events. El Piloto retirado de NASCAR, Rusty Wallace, abrió su "Driving Experience" y unainstalación de go-kart en el óvalo de NASCAR en mayo de 2013. MIR también recogió un evento del Xtreme Xperience Supercar que permite a cualquier persona para conducir vehículos como Ferrari, Lamborghini y Audi alrededor de la pista por un costo. Su primer caso fue del 9 y 10 de febrero, pero el evento fue cancelado prematuramente el 10 debido al mal tiempo. Un evento de maquillaje fue reprogramada para una carrera de Domingo el 20 de octubre de 2013. La serie ARCA también hizo una carrera en el óvalo, siendo el primer evento de carreras celebrada en el óvalo desde el cambio de manos en 2011. El Memphis 250 se llevó a cabo el 26 de octubre con Brian Campbell como ganador de la carrera.

## Pistas

### Pista de drag
La pista de drag de inmediato llamó la atención de la NHRA (National Hot Rod Association) y empezó a correr en 1988 como el sitio de acogida de los eventos Nacionales de Medio-Sur. Mientras que la NHRA tiene 140 pistas miembros, Memphis fue uno de los 23 elegidos para albergar un evento nacional. Fue también la sección del complejo utilizado por otros eventos como los eventos de Mid-South SCCA (Sports Car Club of America) y el Super Chevy Show. La última carrera de la NHRA en Memphis, O'Reilly NHRA Mid-South Nationals, se iba a celebrar el 4 de octubre de 2009, pero por la lluvia se aplazó el caso al 5 de octubre de 2009. En el círculo de ganadores estuvieron Jeff Arend (Funny Car), Morgan Lucas (Top Fuel), Jason Line (Pro Stock) y Michael Phillips (Pro Stock Motorcycle).
La es actualmente sede de eventos de IHRA (International Hot Rod Association), incluyendo un evento Nitro Jam, como así también su hermana pista en Palm Beach que también está afiliado con IHRA. La serie IHRA Nitro Jam continúa corriendo en Memphis, y han puesto en marcha otro evento final para 2014.

### Tri-ovalo

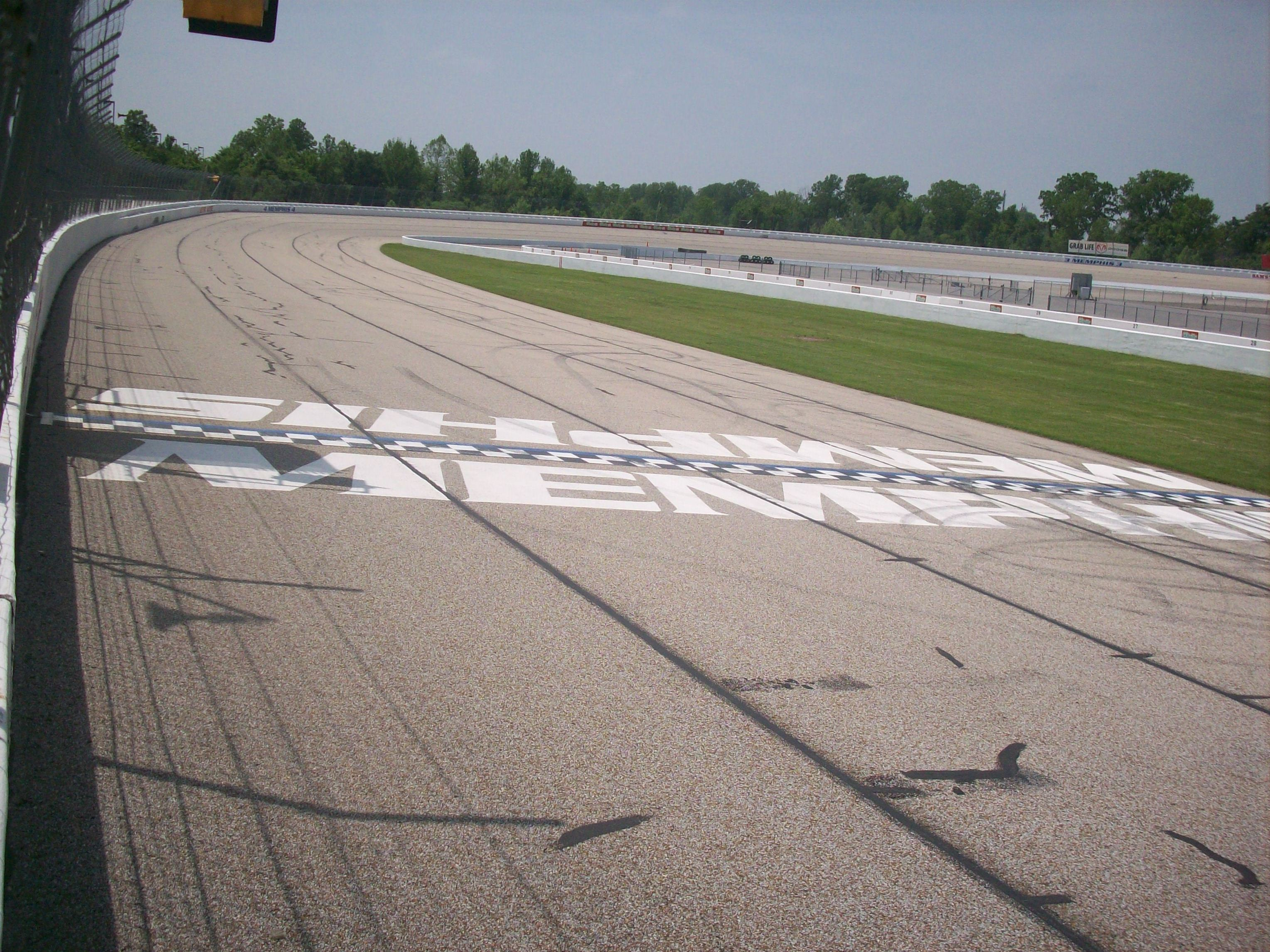
Recta principal del tri-ovalo.

El 13 de septiembre de 1998, a raíz de la venta total de entradas y una audiencia de la televisión nacional, la instalación albergó su primer evento de la NASCAR —la NASCAR Craftsman Truck Series Memphis 200. NASCAR volvió cada año ya que con dos eventos: la NASCAR Truck Series en el verano, y la NASCAR Xfinity Series en el otoño. Ron Hornaday llevó a casa su segundo trofeo consecutivo en el último MemphisTravel.com 200 (carrera de la Truck Series celebrada en el óvalo). Una bandera amarilla en el final de carrera forzó un final de "verde blanca y a cuadros" que le dio una victoria, venciendo a Brian Scott. El 24 de octubre de 2009, Brad Keselowski ganó la carrera de la Xfinity en el óvalo manteniendo fuera a Kyle Busch al pasar por línea de meta en el evento 11 y final en esa pista, tanto para la Serie Nationwide y como para el óvalo, ya que la pista no llevaría a ningún evento de carreras en 2010, cuando Dover Motorsports, Inc. anunció el cierre de Memphis Motorsports Park, una semana después de que la carrera.

## Records
| Series                                    | Piloto            | Vehículo              | Fecha                 | Velocidad                             | Tiempo  | Pista         |
| ----------------------------------------- | ----------------- | --------------------- | --------------------- | ------------------------------------- | ------- | ------------- |
| ARCA CRA Super Series                     | Derrick Griffin   | Chevrolet SS          | 26 de octubre de 2013 | 124,804 millas por hora (200,85 km/h) | 21.634  | Tri-ovalo     |
| Clasificación de la NASCAR Xfinity Series | Jeff Green        | Chevrolet Monte Carlo | 28 de octubre de 2000 | 120,267 millas por hora (193,55 km/h) | 22.450  | Tri-ovalo     |
| Carrera de la NASCAR Xfinity Series       | Kevin Harvick     | Chevrolet Monte Carlo | 28 de octubre de 2000 | 92,352 millas por hora (148,63 km/h)  | 2:01:49 | Tri-ovalo     |
| Clasificación de la NASCAR Truck Series   | Greg Biffle       | Ford F-150            | 24 de junio de 1999   | 120,139 millas por hora (193,35 km/h) |         | Tri-ovalo     |
| Carrera de la NASCAR Truck Series         | Travis Kvapil     | Ford F-150            | 30 de junio de 2007   | 91,806 millas por hora (147,75 km/h)  |         | Tri-ovalo     |
| NHRA Top Fuel ET*                         | Brandon Bernstein | Hemi Powered Top Fuel | Septiembre de 2008    |                                       | 3.825   | Pista de Drag |
| NHRA Top Fuel MPH*                        | Brandon Bernstein | Hemi Powered Top Fuel | Septiembre de 2008    | 313,88 millas por hora (505,14 km/h)  |         | Pista de Drag |
| NHRA Funny Car ET*                        | Ashley Force Hood | Ford Mustang          | Septiembre de 2008    |                                       | 4.079   | Pista de Drag |
| NHRA Funny Car MPH*                       | Melanie Troxel    | Dodge Charger R/T     | Septiembre de 2008    | 302,28 millas por hora (486,47 km/h)  |         | Pista de Drag |
| NHRA Pro Stock ET                         | Allen Johnson     | Dodge Stratus R/T     | Septiembre de 2008    |                                       | 6.591   | Pista de Drag |
| NHRA Pro Stock MPH                        | Greg Anderson     | Pontiac GXP           | Septiembre de 2007    | 209,17 millas por hora (336,63 km/h)  |         | Pista de Drag |
| NHRA Pro Stock Bike ET                    | Chip Ellis        | Suzuki Pro Stock Bike | Septiembre de 2007    |                                       | 6.892   | Pista de Drag |
| NHRA Pro Stock Bike MPH                   | Chip Ellis        | Suzuki Pro Stock Bike | Septiembre de 2007    | 193,21 millas por hora (310,94 km/h)  |         | Pista de Drag |

*Top Fuel y Funny Car se basan en 1.000 pies registros bajo las nuevas regulaciones de la NHRA. Pro Stock y Pro Stock Motorcycle se basan en 1.320 pies.

## Categorías alojadas

### Actuales
- IHRA 2011 –
- ADRL 2011 –

### Anteriores
- NASCAR Truck Series, MemphisTravel.com 200, 1998–2009
- NASCAR Xfinity Series, Kroger On Track for the Cure 250, 1999–2009
- NHRA Full Throttle Drag Racing Series 1988–2009
- ASA Late Model Series ?–2009
- AMA Dragbike ?–2009
- ARCA (Automobile Racing Club of America) 2013